# Flik 57
La Fliegerkompanie 57 o Fernaufklärer-Kompanie 57F (abbreviata in Flik 57) era una delle squadriglie della Kaiserliche und Königliche Luftfahrtruppen.

## Storia

### Prima guerra mondiale
La squadriglia fu creata a Strasshof an der Nordbahn in Austria ed il 16 settembre 1917 fu diretta sul fronte italiano a Vrhnika. Al 24 ottobre la Flik 57/F era sempre a Oberloitsch al comando dell'Hptm Karl Huppner nell'Isonzo Armee quando partecipò nella svolta della Battaglia di Caporetto. Fu quindi trasformata in Reihenbildgeräte-Kompanie (Flik 57/Rb). Al 15 giugno 1918 era a Godega di Sant'Urbano al comando dell'Oblt Adolf Eichberger con gli Hansa-Brandenburg C.I quando partecipò all'offensiva della Battaglia del solstizio nella 6ª armata. Le missioni vennero quindi avviate da Godega di Sant'Urbano per poi trasferirsi negli aeroporti di Santa Lucia di Piave, Pergine Valsugana e San Giacomo di Veglia dove al 15 ottobre era al comando dell'Oblt Ladislaus Szendrey che disponeva di 2 Hansa-Brandenburg C.I nella 6. Armee.
Dopo la guerra, l'intera aviazione austriaca fu liquidata.